# Kamienicka Huta
Kamienicka Huta (dodatkowa nazwa w j. kaszub. Kamienickô Hëta) – wieś w Polsce, położona w województwie pomorskim, w powiecie kartuskim, w gminie Sierakowice
Wieś leży na Pojezierzu Kaszubskim. Wchodzi w skład sołectwa Leszczynki.
W latach 1975–1998 Kamienicka Huta administracyjnie należała do województwa gdańskiego.
Przed 2023 r. miejscowość była częścią wsi Leszczynki.